# Haskalá

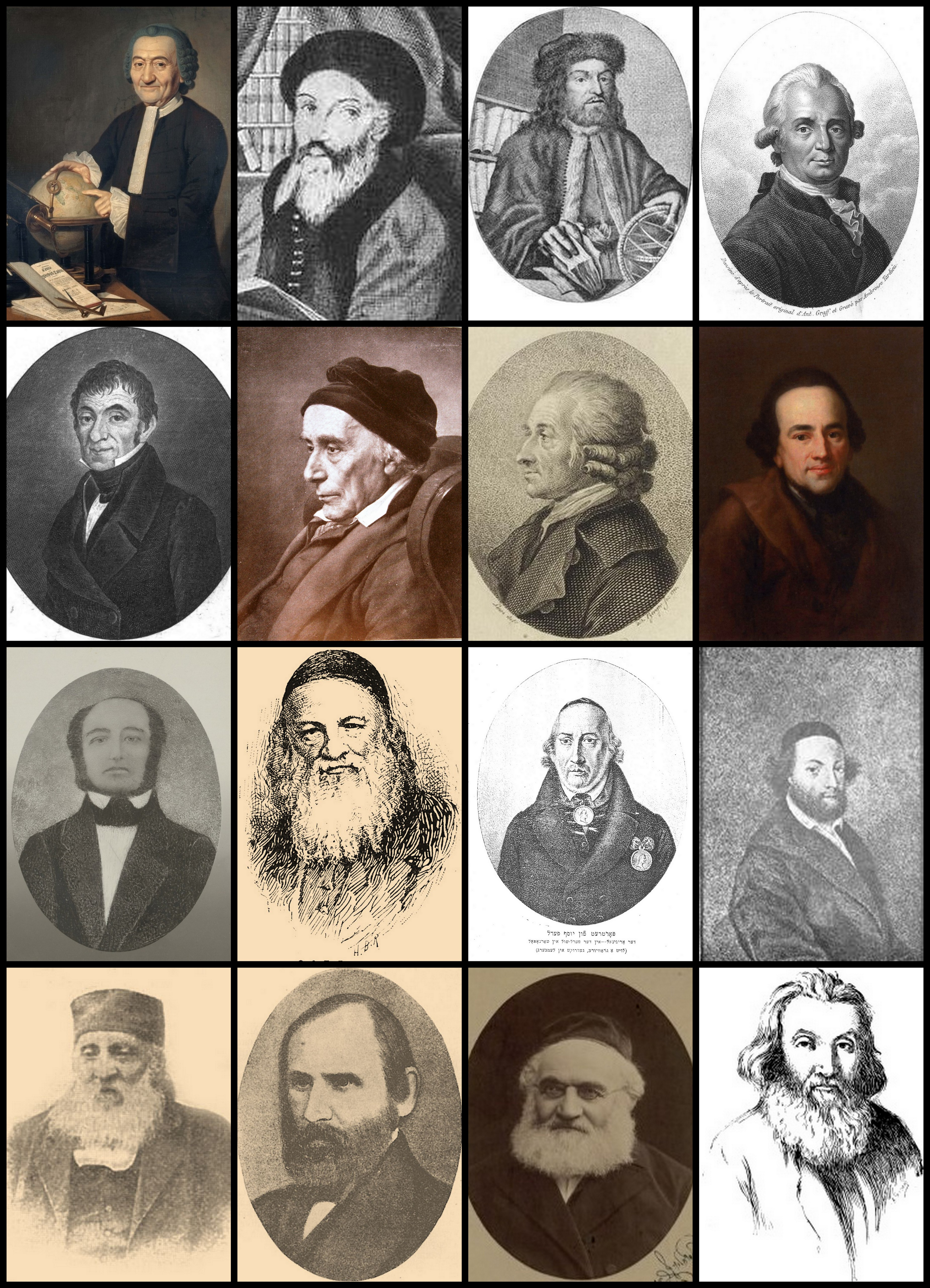
Primeira fileira, proto-Maskilim: Raphael Levi Hannover • Solomon Dubno • Tobias Cohn • Marcus Elieser Bloch
2ª fileira, Haskalá de Berlim: Salomon Jacob Cohen • David Friedländer • Naphtali Hirz Wessely • Moses Mendelssohn
3ª fileira, Áustria e Galícia: Judah Löb Mieses • Solomon Judah Loeb Rapoport • Joseph Perl • Baruch Jeitteles
Última fileira, Rússia: Avrom Ber Gotlober • Abraham Mapu • Samuel Joseph Fuenn • Isaac Baer Levinsohn

A Haskalá (em hebraico השכלה;  'sabedoria', 'erudição' ou 'educação'), frequentemente designado como Iluminismo Judaico,  foi um movimento intelectual entre os judeus da Europa Central e Europa Oriental, com certa influência sobre os da Europa Ocidental e do mundo muçulmano. Surgiu como uma visão de mundo definida durante a década de 1770 e seu último estágio terminou por volta de 1881, com o surgimento da emancipação judaica. Adotava os valores iluministas, incentivando a integração dos judeus na sociedade europeia e a valorização da educação secular, aliada ao estudo da história judaica e do hebraico.
A Haskalá marcou o início de uma participação mais ampla dos judeus da Europa no mundo secular, resultando nos primeiros movimentos políticos judaicos de luta pela emancipação judaica. A divisão do judaísmo ashkenazi em movimentos religiosos ou denominações, especialmente na América do Norte e nos países anglófonos, começou, historicamente, como uma reação à Haskalá. Líderes do movimento foram chamados Haskalah Maskilim (משכילים).
Em um sentido mais restrito, Haskalá pode também denotar o estudo do hebraico bíblico e das partes poética, científica e crítica da literatura hebraica. O termo é usado às vezes descrever o estudo crítico moderno de livros religiosos judaicos, como o Mishná e o Talmude, quando usado para diferenciar os modos modernos de estudo dos métodos usados pelos judeus ortodoxos.
O movimento era contra a reclusão judaica, incentivava o uso de roupas comuns, em vez da indumentária tradicional e, ao mesmo tempo, trabalhava para diminuir a autoridade das instituições comunitárias tradicionais, como os tribunais rabínicos e os conselhos de anciãos. Formulou um conjunto de projetos de renovação cultural e moral, incluindo um renascimento do hebraico para uso na vida secular, o que resultou também na expansão da mídia impressa em hebraico. Ao mesmo tempo, defendia um esforço de integração com a sociedade circundante. Seus adeptos promoveram o estudo da cultura, do estilo e do vernáculo exógeno e a adoção de valores modernos. Ao mesmo tempo, buscava  a produção econômica e a aceitação de novas ocupações por parte dos judeus. A Haskalah promoveu o racionalismo, o liberalismo, o relativismo e a busca do conhecimento científico, e é amplamente percebida como a variante judaica da  Era do Iluminismo. O movimento abrangeu um amplo espectro, desde os moderados, que esperavam um compromisso máximo, até os radicais, que buscavam mudanças radicais.
Em suas várias mudanças, a “Haskalah” desempenhou um papel importante, embora limitado, na modernização dos judeus da Europa Central e Oriental. Seus ativistas, os Maskilim, estimularam e implementaram reformas comunitárias, educacionais e culturais nas esferas pública e privada. Devido a suas políticas duais, entrou em conflito tanto com a elite tradicionalista rabínica, que tentva preservar antigos valores e normas judaicas em sua totalidade, quanto com os radicais assimilacionistas que desejavam eliminar ou minimizar a existência dos judeus como um coletivo definido.

## Origens na Alemanha
Enquanto os judeus viviam em comunidades separadas e, enquanto todas as relações sociais com os seus vizinhos gentios eram limitadas, o rabino foi o membro mais influente da comunidade judaica. Além de ser um erudito religioso e "clérigo", também atuava como um juiz civil em casos em que ambas as partes eram judias. Rabinos, por vezes, tiveram outros importantes poderes administrativos, juntamente com os anciãos da comunidade. O rabinato foi o maior objetivo de muitos meninos judeus, e o estudo do Talmude era o meio de obter essa posição cobiçada, ou uma de muitas outras importantes distinções comunais. Seguidores da Haskalá defenderam uma "saída do gueto", não apenas fisicamente, mas também mental e espiritualmente, visando a assimilação.
O exemplo de Moisés Mendelssohn (1729-1786), um judeu prussiano, serviu para liderar este movimento, que também foi moldado por Aaron Halle-Wolfssohn (1754-1835) e Perl Joseph (1773-1839). O sucesso extraordinário de Mendelssohn como um filósofo popular e homem de letras revelou possibilidades até então insuspeitas de integração e aceitação de judeus entre os não-judeus. Mendelssohn também forneceu métodos para os judeus entrarem na sociedade em geral da Alemanha. Um bom conhecimento da língua alemã era necessário para garantir a entrada em círculos de cultura alemã, e um excelente meio de adquiri-lo foi fornecido por Mendelssohn em sua tradução alemã da Torá. Este trabalho tornou-se uma ponte sobre a qual ambiciosos jovens judeus podiam passar para o grande mundo do conhecimento secular. O Biur ou comentário gramatical, preparado sob a supervisão de Mendelssohn, foi projetado para neutralizar a influência dos métodos tradicionais da exegese rabínica. Junto com a tradução, tornou-se, por assim dizer, a cartilha de Haskalá.
O idioma desempenhou um papel fundamental no movimento Haskalá, como Mendelssohn e outros chamados por um reavivamento em hebraico e uma redução no uso do iídiche. O resultado foi uma onda de literatura nova secular, bem como de estudos críticos de textos religiosos. Júlio Fürst, juntamente com outros estudiosos judeus alemães, compilou dicionários e gramáticas em hebraico e aramaico. Os judeus também começaram a estudar e se comunicar nas línguas dos países nos quais se estabeleceram, dando uma outra porta de entrada para a integração.

## Expansão doHaskalána Europa Oriental
Haskalá não ficou restrito à Alemanha, no entanto, e o movimento se espalhou rapidamente por toda a Europa. A Europa Oriental era o coração da judaísmo rabínico, com suas duas correntes de Misnagdic Talmudism centrada na Lituânia e em outras regiões, e o judaísmo chassídico, popular na Ucrânia, Polônia, Hungria e Rússia. No século XIX, Haskalá procurou difusão e transformação da educação tradicional e vida religiosa na Europa Oriental. Ela adaptou sua mensagem a estes ambientes diferentes, trabalhando com o governo russo do pálido do estabelecimento de influenciar os métodos de ensino secular, enquanto os seus escritores místicos hassídicos eram satirizados, em favor de apenas interpretação racionalista do judaísmo.
Isaac Baer Levinsohn (1788-1860) ficou conhecido como o "russo Mendelssohn". sátira Joseph Perl (1773-1839) do movimento hassídico, "Revelador de Segredos" (Megalleh Temirim), é dito ser o primeiro romance moderno em hebraico. Foi publicado em Viena em 1819 sob o pseudônimo "Obadias ben Petaías". A mensagem da Haskalá de integração na sociedade não-judaica foi posteriormente neutralizada por movimentos políticos judaicos seculares, que defenderam identidades socialistas ou nacionalistas seculares judaicas na Europa Oriental. Enquanto Haskalá defendeu o hebraico e tentou remover o iídiche, estes desenvolvimentos posteriores defenderam a renascença iídiche entre os Maskilim. Vários escritores da literatura iídiche satirizaram o misticismo hassídico.

## Efeitos
Mesmo com a emancipação facilitando a integração na sociedade mais ampla e a assimilação próspera, a Haskalá também resultou na criação da cultura judaica secular, com ênfase na história judaica e identidade judaica, e não religiosa. Isso resultou na contratação de judeus em uma variedade de formas competitivas nos países onde viviam, que incluía a luta pela emancipação dos judeus, a participação em novos movimentos políticos judaicos e, posteriormente, em face das perseguições continuaram no final do século XIX na Europa, o desenvolvimento de um nacionalismo judaico. Uma fonte descreve esses efeitos como "A emancipação dos judeus trouxe dois movimentos opostos: a assimilação cultural, iniciada por Moses Mendelssohn, e o sionismo, fundado por Theodor Herzl, em 1896".
Um dos aspectos da Haskalá foi uma adaptação cultural comum, como os judeus que participaram do Iluminismo começaram em diferentes graus de participação nas práticas culturais da população do entorno dos gentios. Associado a este aspecto foi o nascimento do movimento de reforma, cujos fundadores, como Israel Jacobson e Leopold Zunz, rejeitaram a observância permanente dos aspectos da lei judaica, que eles classificaram como ritual, ao contrário de moral ou ética. Mesmo dentro da ortodoxia da Haskalá era sentida através do aparecimento do Movimento Mussar na Lituânia e da Torah im Derech Eretz na Alemanha. A presença de judeus iluministas  ao lado de governos gentios. na defesa de planos para aumentar a educação secular entre as massas judaicas, levou a um agudo conflito com os ortodoxos, que acreditavam que a Haskalá ameaçava a vida judaica.